# Roodkapvliegenvanger
De roodkapvliegenvanger (Petroica goodenovii) is een vogel uit de familie van de Petroicidae (Australische vliegenvangers). Deze vogel is genoemd naar de Engelse bisschop en natuuronderzoeker Samuel Goodenough (1743-1827).

## Voorkomen
De vogel komt wijdverspreid voor in Australië met uitzondering van het noorden.

## Kenmerken
De roodkapvliegenvanger is 10.5 tot 12.5 cm lang, heeft een spanwijdte van 15 tot 19.5 cm en een gewicht van ongeveer 7-9 gram.
Hij is de kleinste van het geslacht Petroica. Het mannetje heeft een scharlakenrode kap en borst. Het rode verenkleed is onder andere te danken aan de kleurstof Canthaxantine.

## Status
De grootte van de populatie is niet gekwantificeerd maar de soort wordt omschreven als vrij algemeen. Op de Rode lijst van de IUCN heeft deze soort de status niet bedreigd.

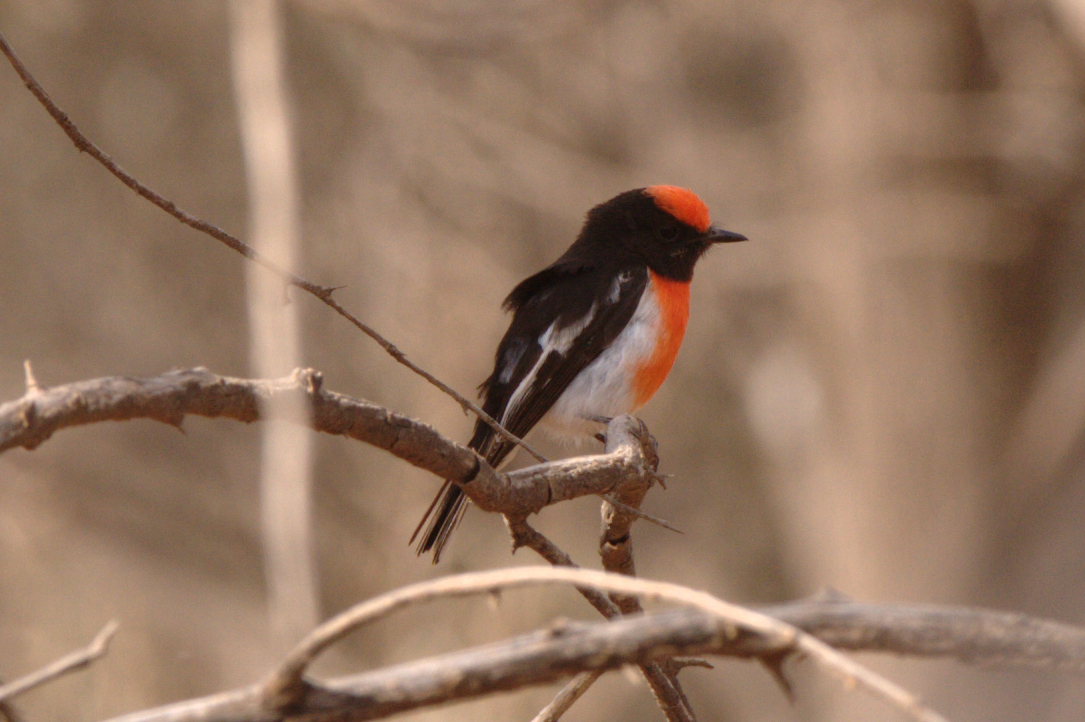
Mannetje
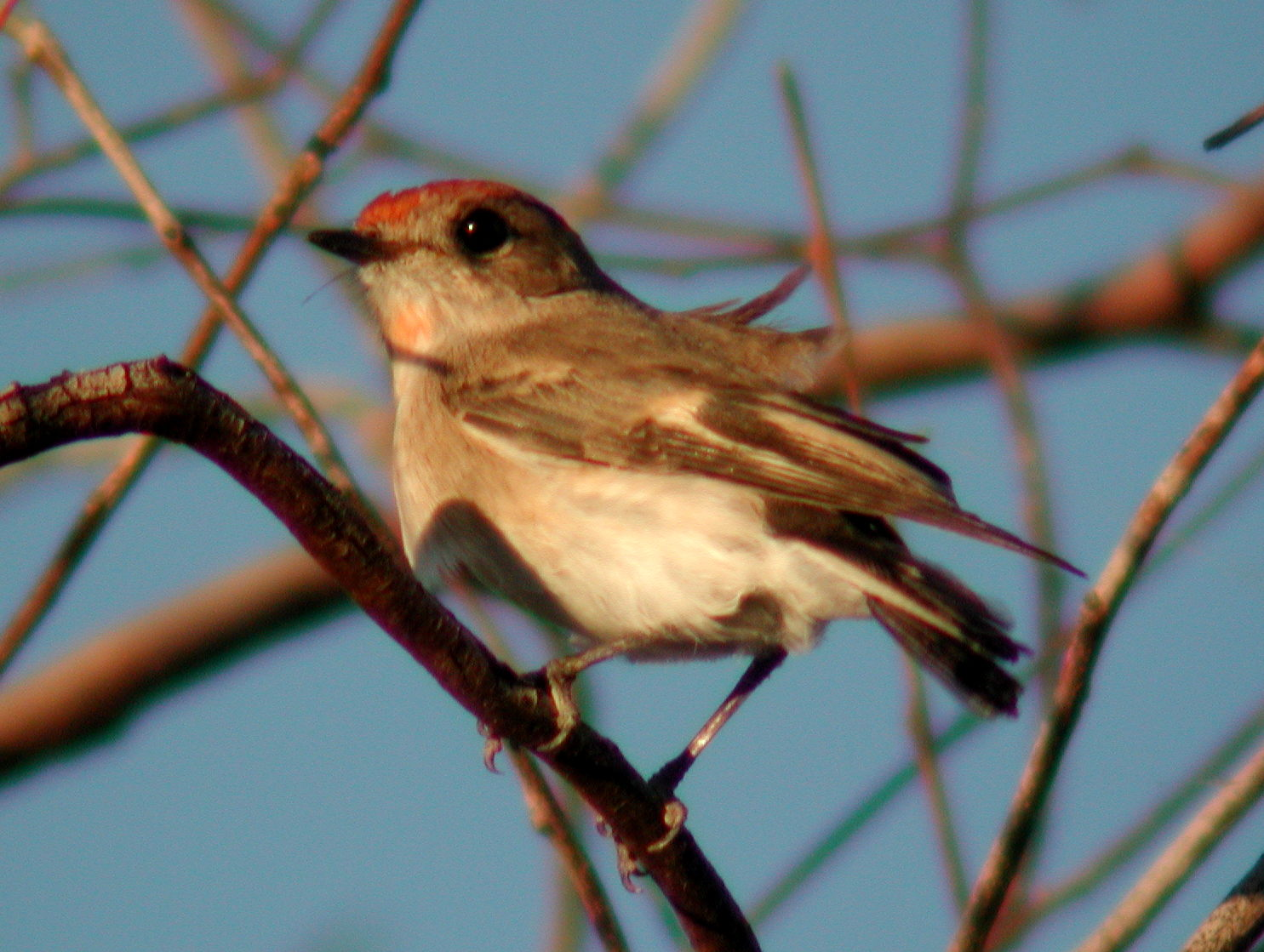
Vrouwtje